# Dorpskerk van Rübeland
De Dorpskerk Rübeland (Duits: Dorfkirche Rübeland) is de evangelische kerk van het dorp Rübeland (Saksen-Anhalt) in de stad Oberharz am Brocken. De kerk behoort tot de Evangelisch-Lutherse Landskerk in Braunschweig.
De kleine zaalkerk werd in 1868 voltooid en is een voor het Harzgebergte typerende kerk van hout. Ten oosten van het rechthoekige kerkschip bevindt zich de vierkante toren. In de toren hangt geen klok: die bevindt zich hoog op een rots midden in het dorp in een apart klokkenhuis, zodat het luiden van de klok in alle dalen van het vertakte dorp kan worden gehoord.
In het jaar 1905 werd de kerk naar het oosten verlengd. Het kerkinterieur is eenvoudig.
De kerk werd in 2012 van een nieuwe dieprode verflaag voorzien. Ook werden de bliksembeveiliging en enkele draagbalken vernieuwd. De kosten van de renovatie bedroegen 35.000 euro.